# Parnassia farreri
Parnassia farreri är en benvedsväxtart som beskrevs av William Edgar Evans. Parnassia farreri ingår i släktet Parnassia och familjen Celastraceae. Inga underarter finns listade.